# Candice LeRae
Candice LeRae Dawson (Riverside, 29 de setembro de 1985) é uma lutadora profissional americana contratada pela WWE, onde atua na marca Raw. Ela é uma ex-Campeã de Duplas Femininas do NXT e foi membro do The Way.
LeRae começou sua carreira na luta profissional em 2002, trabalhando para a promoção Empire Wrestling Federation (EWF) até 2006. Nos anos seguintes, LeRae competiu em várias promoções no circuito independente, incluindo Combat Zone Wrestling (CZW), Total Nonstop Action Wrestling ( TNA), Shimmer Women Athletes, DDT Pro-Wrestling e Pro Wrestling Guerrilla (PWG), onde ela foi uma vez Campeã Mundial de Duplas da PWG, tornando-a a única detentora do título feminino na história da promoção. Outros títulos que ela conquistou incluem o Campeonato dos Pesos Pesados Ironman e o Campeonato Feminino da FWE.
Depois de competir no Mae Young Classic inaugural em 2017, LeRae assinou com a WWE no início de 2018 e estreou na marca NXT, onde se envolveu nas rixas de seu marido Johnny Gargano antes de se tornar uma competidora individual. Em 2020, LeRae se juntou a Gargano, Indi Hartwell e Austin Theory para formar a facção vilã The Way, até que se dissolveu no ano seguinte. Ela deixou a empresa em maio de 2022 e voltou em setembro.

## Início de vida
Candice Dawson nasceu e foi criada em Riverside, Califórnia. Ela cresceu assistindo luta profissional com seus dois irmãos e se apaixonou pela profissão. Além de seus dois irmãos, Dawson tem muitos primos e muitas vezes era a única menina quando praticavam esportes juntos. Depois de estar em uma banda marcial onde tocava flauta e flautim, Dawson foi para uma faculdade não especificada e formou-se em artes culinárias, e trabalhou no Universal Studios Hollywood como padeiro por alguns anos.
Numerosos meios de comunicação a listam como tendo nascido em Winnipeg, Manitoba, Canadá. De acordo com Dawson, esse equívoco se deve a uma decisão tomada por um promotor independente no início de sua carreira na luta livre. O promotor em questão não percebeu Dawson como uma heel viável, então, em uma tentativa de gerar calor, ela foi anunciada como canadense.

## Carreira na luta livre profissional

### Início de carreira (2002–2005)
LeRae passou os dois primeiros anos de sua carreira lutando pela Empire Wrestling Federation (EWF) e pelo International Wrestling Council. Ela apareceu como substituta em uma partida do primeiro round no torneio ChickFight em 2004, substituindo a lesionada Miss Chevius, mas perdeu no primeiro round para a Princesa Sugey. Durante 2005, LeRae foi um dos pilares da EWF, enfrentando lutadores como Hurricane Havana, Kid Omega e Amazing Kong. Ela continuou competindo pela promoção ao longo de 2006, enquanto também lutava pela All-Pro Wrestling e Ground Zero Wrestling. Em 2007, LeRae se mudou para o meio-oeste dos Estados Unidos, onde competiu pelo Insanity Pro Wrestling e Ring of Honor (ROH). LeRae teve duas lutas pela ROH em agosto de 2007, perdendo para Sara Del Rey e Daizee Haze em partidas escuras em 10 e 24 de agosto, respectivamente.
LeRae começou a lutar pela promoção Alternative Wrestling Show (AWS) em dezembro de 2007. Em maio de 2009, ela participou de um torneio pelo Campeonato Feminino da AWS; ela derrotou Kitana Vera e Christina Von Eerie a caminho da final, onde derrotou Erica D'Erico e Morgan em uma luta a três pelo campeonato vago. Ela defendeu com sucesso o título contra Carla Jade, Nikki e Von Eerie até 6 de setembro, quando perdeu o campeonato para Von Eerie.
Ela também apareceu pela National Wrestling Alliance (NWA) e desafiou, sem sucesso, Amazing Kong pelo Campeonato Feminino da NWA em 2008.

### Pro Wrestling Guerrilla (2006–2016)

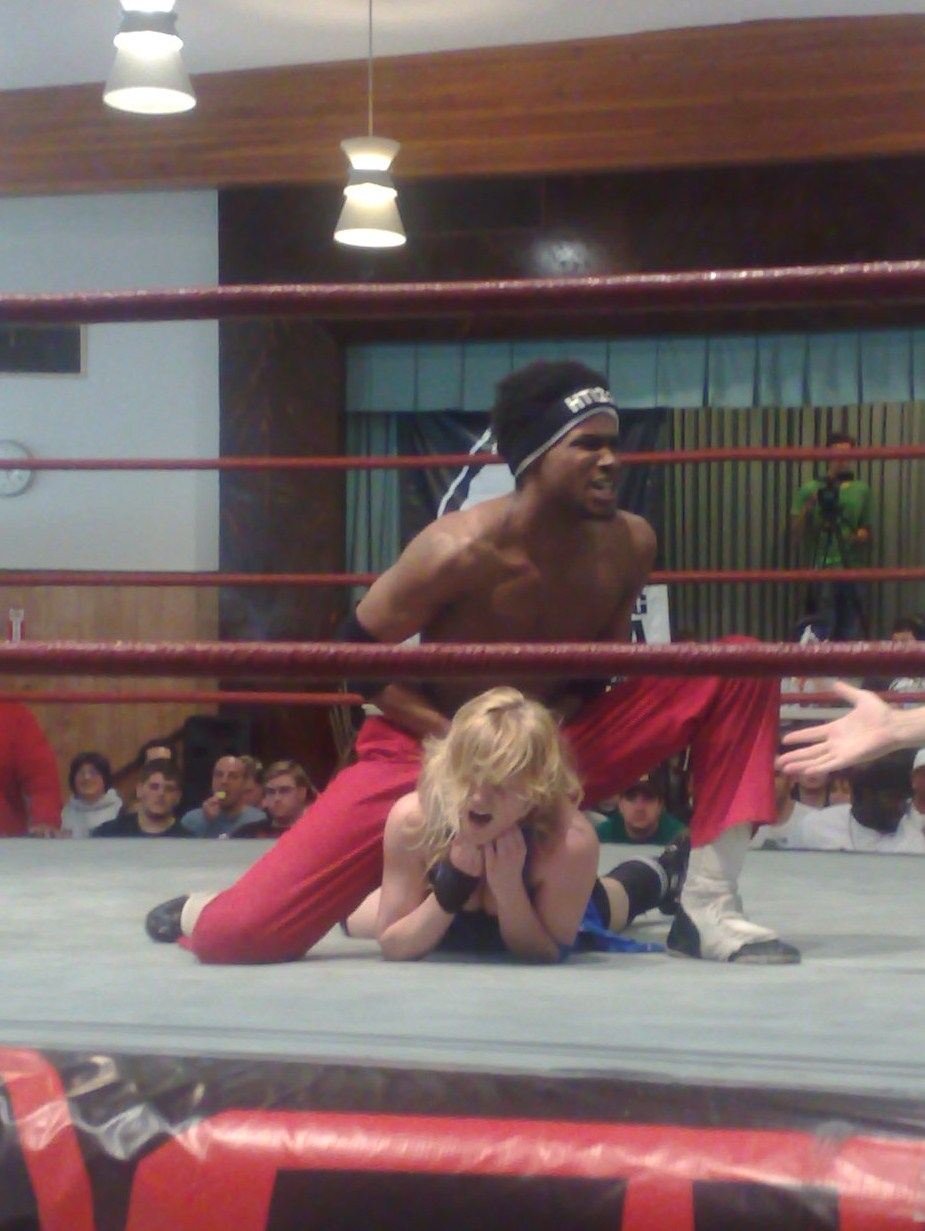
LeRae lutando contra Human Tornado em fevereiro de 2008

LeRae estreou na Pro Wrestling Guerrilla (PWG) em 2006, quando montou uma equipe para enfrentar uma equipe gerenciada por Jade Chung em uma luta de duplas de oito homens, com outras futuras estrelas da WWE Seth Rollins, Chris Hero e Kevin Owens onde sua equipe foi vitoriosa. Em abril de 2007, ela voltou como valet do Human Tornado. Seu primeiro enredo principal na empresa começou no final daquele ano, em setembro; Tornado estava abusando de LeRae, que se defendeu e custou a Tornado uma luta na Battle of Los Angeles em 2007. Após a luta, Tornado começou a atacar LeRae, que foi defendida por Chris Hero. Como resultado, Hero e LeRae se uniram para enfrentar Tornado. Em janeiro de 2008, Tornado, Claudio Castagnoli e Eddie Kingston derrotaram LeRae, Hero e Necro Butcher em uma luta de seis pessoas, o que significou que LeRae foi forçada a enfrentar Tornado em uma partida individual na noite seguinte. LeRae perdeu a luta por desqualificação quando Hero, que foi banido do ringue, veio ao ringue para ajudá-la. LuFisto entrou na rivalidade em março, quando se juntou a Tornado na derrota para LeRae e Hero. Na noite seguinte, LeRae derrotou LuFisto em uma partida individual. LeRae continuou envolvido na história entre Hero e Tornado nos meses seguintes.
LeRae passou o resto do ano em competições intergênero, enfrentando lutadores como Adam Cole, Johnny Gargano, Tommaso Ciampa, Roderick Strong, John Morrison, T. J. Perkins e Chuck Taylor. Em 2009, LeRae entrou em uma rivalidade com Christina Von Eerie quando LeRae derrotou Von Eerie na primeira luta feminina no PWG em mais de um ano. Ao longo do início de 2010, eles se uniram a vários lutadores masculinos para se enfrentarem, até que LeRae derrotou Von Eerie em uma luta em junho para encerrar a rivalidade. No Kurt Russell Reunion 2 em janeiro de 2011, LeRae estava do lado vencedor de uma luta de duplas de oito pessoas. No evento DDT4 do PWG em 3 de abril de 2011, LeRae venceu uma luta de manopla por convite de Joey Ryan para avançar para uma luta de contendores número um pelo Campeonato Mundial da PWG contra Ryan mais tarde naquela mesma noite, que ela perdeu. Ela lutou apenas esporadicamente no PWG em 2012 e 2013, principalmente em lutas de duplas de seis e oito pessoas, que incluíam estar do lado vencedor de uma luta de duplas de oito pessoas no Kurt RussellReunion 3 em janeiro de 2012.
LeRae começou a se juntar a Joey Ryan em outubro de 2013, com uma derrota para The Young Bucks (Matt e Nick Jackson), e em janeiro de 2014 eles participaram do torneio Dynamite Duumvirate Tag Team Title de 2014, mas foram eliminados na primeira rodada por Adam Cole e Kevin Steen. Em 28 de março de 2014, no Mystery Vortex 2, LeRae desafiou sem sucesso Adam Cole pelo Campeonato Mundial da PWG. Em 27 de julho, LeRae e Ryan derrotaram The Young Bucks em uma luta Guerrilla Warfare para ganhar o Campeonato Mundial de Duplas da PWG. Conhecido como a dupla mais fofo do mundo, LeRae e Ryan fizeram sua primeira defesa de título em 29 de agosto em uma luta three-way, derrotando The Inner City Machine Guns (Rich Swann e Ricochet) e o time de Christopher Daniels e Frankie Kazarian. Na noite seguinte, LeRae entrou no torneio Battle of Los Angeles de 2014, onde derrotou Rich Swann na primeira rodada antes de perder para Johnny Gargano nas quartas de final. LeRae e Ryan terminaram o ano com defesas de título bem-sucedidas contra Chuck Taylor e Johnny Gargano em outubro, e Daniels e Kazarian em dezembro. LeRae e Ryan perderam os campeonatos para Monster Mafia (Ethan Page e Josh Alexander) em 22 de maio de 2015, na rodada de abertura do DDT4 2015. A partida final do PWG de LeRae aconteceu no Mystery Vortex IV, onde ela fez uma aparição surpresa em uma derrota contra Trentō. em 16 de dezembro de 2016.

### DDT Pro-Wrestling (2016–2017)
LeRae estreou na promoção japonesa DDT Pro-Wrestling (DDT) em 3 de janeiro de 2016, juntando-se a Joey Ryan para derrotar Golden Storm Riders (Daisuke Sasaki e Suguru Miyatake). Em 10 de janeiro, LeRae se juntou aos Golden Storm Riders em uma derrota contra Happy Motel (Antonio Honda, Konosuke Takeshita e Tetsuya Endo). No dia seguinte, LeRae se juntou a Sasaki mais uma vez, desta vez derrotando T2Hii (Kazuki Hirata e Sanshiro Takagi). LeRae mais uma vez fez uma turnê com DDT em março de 2016, desafiando sem sucesso Sasaki e Shuji Ishikawa pelo Campeonato de Duplas da KO-D junto com Joey Ryan em 26 de março e derrotando Makoto Oishi e Danshoku Dino no dia seguinte. LeRae voltou ao DDT em janeiro de 2017, perdendo para Sasaki em 3 de janeiro, mas se unindo a Kouki Iwasaki e Kazusada Higuchi para derrotar T2Hii (Sanshiro Takagi, Kazuki Hirata e Toru Owashi) em 9 de janeiro. Durante seu tempo com a DDT, LeRae também ganhou infame o Campeoanto dos Pesos Pesados da empresa ao imobilizar Ryan em um dream sequence.
LeRae também competiu pela promoção irmã feminina do DDT, Tokyo Joshi Pro Wrestling (TJP), derrotando Yuka Sakazaki em sua estreia em 4 de janeiro de 2016 e perdendo para Mil Clown exatamente um ano depois, em 4 de janeiro de 2017.

### Outras promoções (2011–2018)
Em 2011, LeRae começou a competir pelo NWA Championship Wrestling de Hollywood, onde desenvolveu uma rivalidade com Buggy.

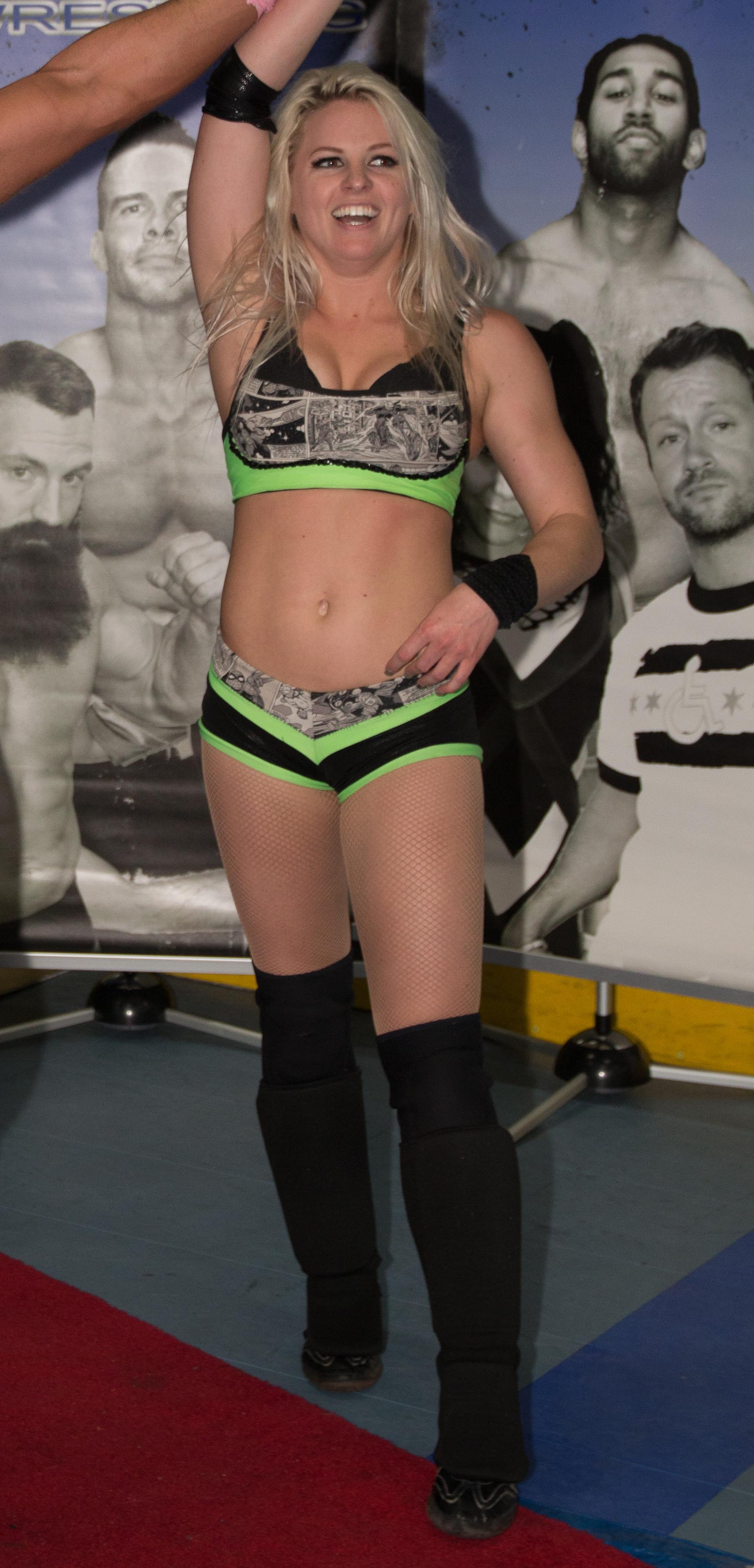
LeRae em 2014

Em setembro de 2013, LeRae estreou no Combat Zone Wrestling (CZW), juntando-se a Greg Excellent em uma derrota para Cherry Bomb e Pepper Parks. Ela voltou para a CZW em fevereiro de 2014, perdendo uma partida individual para Kimber Lee. No Proving Grounds em 10 de maio, ela desafiou sem sucesso Shane Strickland pelo Campeonato de televisão com Fio da CZW.
LeRae começou a aparecer pela primeira vez para a Family Wrestling Entertainment (FWE) no final de 2013 como o parceiro misterioso de Joey Ryan no evento final do Open Weight Grand Prix. Em 3 de outubro, LeRae e Ryan derrotaram Ivelisse Vélez e Tommy Dreamer no Refueled Night One após interferência de Drew Galloway. Na noite seguinte, no Refueled Night Two, LeRae e Ryan derrotaram Christina Von Eerie e Carlito. Mais tarde na mesma noite, LeRae lançou um desafio para Ivelisse Vélez, e a derrotou para ganhar o Campeonato Feminino da FWE pela primeira vez. Ela defendeu com sucesso o título contra Veda Scott no No Limits em fevereiro de 2015. No mês seguinte, LeRae e Ryan perderam para Scott e Paul London em uma luta mista de duplas, na qual LeRae perdeu o título FWE Feminino para Scott.
LeRae apareceu para a Total Nonstop Action Wrestling (TNA) no Turning Point em 21 de novembro de 2013, perdendo para a Campeã do Knockouts da TNA Gail Kim.
Em 10 de maio de 2014, LeRae e Joey Ryan competiram no torneio 2014 Women Superstars Uncensored (WSU) Queen e King of the Ring, derrotando as equipes de Drew Gulak e Kimber Lee e J. T. Dunn e Shelly Martinez para avançar para a final, antes de ser derrotado por Matt Tremont e Mickie Knuckles. No mês seguinte, em 7 de junho de 2014, ela ganhou o Campeonato de Duplas da Dream Wave Wrestling com Ryan, mas eles perderam o título no dia seguinte.
LeRae competiu na gravação do Volume 62 do Shimmer Women Athletes em abril de 2014, perdendo para Athena. Ela voltou ao Shimmer em outubro, perdendo para Nikki Storm e Kay Lee Ray em partidas individuais no Volume 68 e Volume 70, respectivamente.
LeRae apareceu para o Full Impact Pro (FIP) em 22 de junho de 2014, juntando-se a Ivelisse Vélez para desafiar sem sucesso The Lucha Sisters (Mia Yim e Leva Bates) pelo Campeonato de Duplas da Shine. Ela então fez sua estreia no Shine Wrestling no Shine 20 em 27 de junho, derrotando Neveah.
LeRae fez sua primeira aparição em 14 de dezembro de 2016, no episódio do Ring of Honor Wrestling, em uma derrota contra Deonna Purrazzo.

### WWE

#### Primeiros anos (2017–2019)
No episódio de 3 de maio de 2017 do NXT, LeRae fez sua estréia no ringue televisionado para a WWE, participando de uma batalha real do desafiante nº 1 pelo Campeonato Feminino do NXT de Asuka, mas não teve sucesso depois de ser eliminada por Billie Kay. Em julho, ela foi anunciada como uma das participantes do torneio Mae Young Classic. LeRae derrotou Renee Michelle no primeiro round e Nicole Savoy no segundo round, mas foi eliminada nas quartas de final por Shayna Baszler.

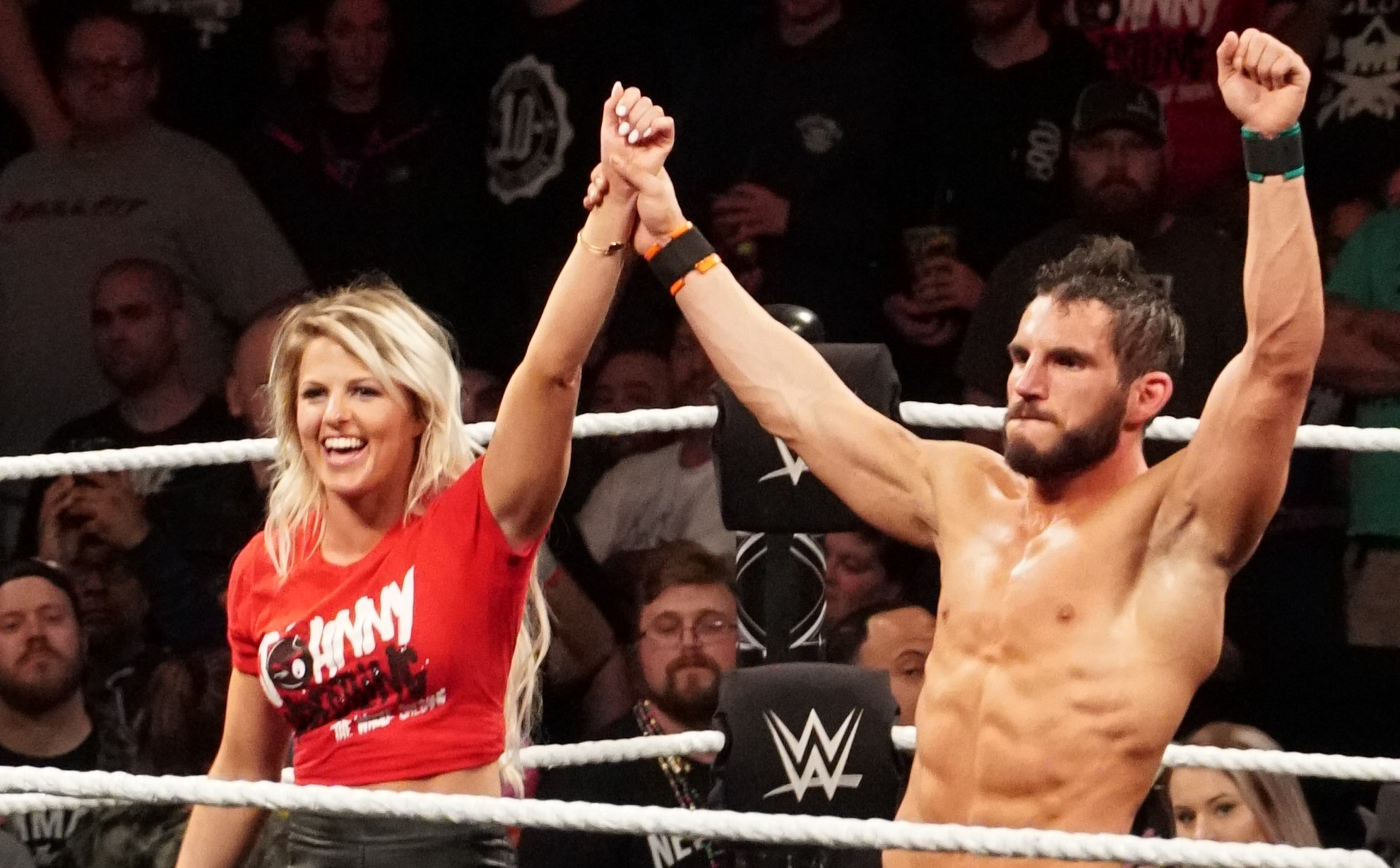
LeRae e Johnny Gargano no NXT TakeOver: New Orleans em abril de 2018

Em 16 de janeiro de 2018, a WWE anunciou que LeRae havia assinado um contrato com a empresa. Ela foi inserida na rivalidade de seu marido Johnny Gargano com o então Campeão do NXT Andrade "Cien" Almas e sua empresária Zelina Vega como um equalizador das interferências e ataques de Vega durante suas lutas. Isso levou a uma luta entre as duas no episódio de 18 de abril do NXT, que LeRae venceu. Duas semanas depois, agora trabalhando como competidora ativa, LeRae perdeu para Bianca Belair, sofrendo sua primeira derrota. Em julho, LeRae competiu contra Kairi Sane e Nikki Cross em uma luta de trios desafiante nº 1, que Sane venceu. Após alguns meses de investigação, foi revelado que Gargano era o misterioso atacante de Aleister Black, uma história em que Nikki Cross era a testemunha. Isso gerou uma luta entre LeRae e Cross, que Cross venceu. Após um curto hiato, naquela que foi sua primeira aparição no plantel principal, LeRae competiu em sua primeira luta Royal Rumble feminina no Royal Rumble em 27 de janeiro de 2019, entrando em 17º lugar, mas foi eliminada por Ruby Riott. Alguns meses depois, em 7 de abril, LeRae fez sua estreia na WrestleMania ao competir na segunda WrestleMania Women's Battle Royal durante o pré-show da WrestleMania 35, onde foi eliminada por Asuka. No episódio de 11 de abril do NXT, que foi gravado no NXT TakeOver: New York, LeRae voltou ao NXT, derrotando Aliyah em sua primeira luta de volta.
No final de maio, LeRae se aliou a Io Shirai, que estava em rivalidade com Shayna Baszler e seus aliados Jessamyn Duke e Marina Shafir. A aliança entre as duas terminou depois de um mês, depois que Shirai perdeu para Baszler pela segunda vez, apesar das tentativas de LeRae de ajudá-la durante a luta em uma jaula de aço. Isso levou a uma luta entre as duas, que aconteceu no NXT TakeOver: Toronto em 10 de agosto, onde Shirai derrotou LeRae. Em setembro, LeRae foi inserida em uma luta fatal four-way para determinar a desafiante nº 1 ao Campeonato Feminino do NXT de Shayna Baszler, que ela venceu após derrotar Mia Yim. LeRae recebeu sua luta pelo título no episódio de 2 de outubro do NXT, mas perdeu. Em 23 de novembro, no NXT TakeOver: WarGames, ela competiu na primeira luta Women's WarGames como parte da equipe de Rhea Ripley, onde LeRae e Ripley garantiram a vitória contra a equipe de Baszler. Na noite seguinte no Survivor Series, LeRae competiu como parte do Team NXT, na primeira luta de eliminação 5 contra 5 contra 5 do Women's Survivor Series, onde ela foi uma das sobreviventes ao lado de Rhea Ripley e Io Shirai.

#### The Way (2020–2022)
Em 26 de janeiro de 2020, no Royal Rumble, LeRae competiu na luta Royal Rumble feminina em 9º lugar, mas foi eliminada por Bianca Belair. No episódio de 8 de abril do NXT, LeRae ajudou Johnny Gargano (que virou heel em fevereiro) a derrotar Tommaso Ciampa, virando-se assim. No episódio de 29 de abril do NXT, LeRae estreou um novo visual, titantron e tema de entrada ao derrotar Kacy Catanzaro. Gargano e LeRae começaram a aparecer juntos com mais frequência como um casal poderoso enquanto rivalizavam com Mia Yim e Keith Lee. No TakeOver: In Your House em 7 de junho, LeRae, Dakota Kai e Raquel González perderam para Mia Yim, Tegan Nox e Shotzi Blackheart. Em 8 de julho no The Great American Bash, LeRae derrotou Yim em uma briga de rua.
No episódio de 23 de setembro do NXT, LeRae competiu em uma batalha real para determinar a desafiante nº 1 para o Campeonato Feminino do NXT de Io Shirai, que ela venceu ao eliminar Blackheart. LeRae se juntou a Gargano na semana seguinte em uma luta de duplas "Champions vs. Challengers" contra Shirai e Damian Priest, onde o primeiro foi vitorioso. No NXT TakeOver 31 em 4 de outubro, LeRae não conseguiu ganhar o título. No episódio de 14 de outubro do NXT, LeRae teve sucesso em ganhar mais uma luta pelo Campeonato Feminino do NXT no NXT: Halloween Havoc com uma vitória consecutiva sobre Blackheart. Enfrentando a campeã Io Shirai em uma partida renomeada Tables, Ladders and Chairs em 28 de outubro, LeRae mais uma vez não conseguiu ganhar o título, apesar de ter sido auxiliado por Indi Hartwell (então apresentado como uma figura mascarada), que foi interrompido pelo anfitrião do Halloween Havoc, Blackheart. Uma LeRae furiosa sentiu que Blackheart lhe custou o Campeonato Feminino, então ela jurou vingança roubando e destruindo o tanque de brinquedo de Blackheart na frente dela, deixando Blackheart em uma ruína emocional e dando início a uma rivalidade entre as duas. No episódio de 18 de novembro do NXT, foi anunciado que LeRae lideraria um dos dois times femininos (Team Candice) contra o de Blackheart (Team Shotzi) na segunda luta feminina de WarGames no NXT TakeOver: WarGames em 6 de dezembro, onde a equipe de LeRae foi vitoriosa.
Na semana seguinte no NXT, LeRae apareceu em um segmento ao lado de Gargano, Hartwell e Austin Theory, no qual eles começaram a se referir a si mesmos como The Way - um estábulo composto pelos quatro. No episódio de 22 de janeiro de 2021 do 205 Live, LeRae e Hartwell derrotaram a equipe de Cora Jade e Gigi Dolin nas quartas de final do Torneio Feminino Dusty Rhodes Tag Team Classic, que marcou a primeira vez que uma partida feminina aconteceu na história da marca. No episódio de 4 de maio do NXT, ela e Indi Hartwell derrotaram Ember Moon e Shotzi Blackheart em uma Street Fight para ganhar o Campeonato de Duplas Femininas do NXT. Em 6 de julho, a dupla perderia os títulos para a equipe recém-formada de Io Shirai e Zoey Stark no Great American Bash após o retorno de Tegan Nox atacar LeRae, custando a ela e a Hartwell o campeonato. The Way seria oficialmente dissolvido no final daquele ano, após o anúncio da gravidez de LeRae, o término do contrato de Gargano com a WWE e a convocação de Theory para a marca Raw. LeRae permaneceu sob contrato com a WWE durante a licença maternidade até 6 de maio de 2022, quando seu contrato expirou após decidir não renová-lo.

#### Retorno (2022–presente)
No episódio do Raw de 26 de setembro, LeRae voltou à WWE como face, derrotando Nikki A.S.H.

## Outras mídias
Ela fez sua estreia no videogame como personagem para download em WWE 2K19 e voltou para WWE 2K20 e WWE 2K22.

## Vida pessoal
LeRae se casou com o lutador profissional Johnny Gargano na Disneylândia em 16 de setembro de 2016. Eles foram apresentados em um pequeno documentário sobre sua dinâmica como um casal de luta livre. Em 12 de agosto de 2021, os dois anunciaram que LeRae estava grávida de seu primeiro filho. A criança, Quill Gargano, nasceu em 17 de fevereiro de 2022.
LeRae é um ávido fã dos filmes da Disney, bem como da equipe da NHL, o Anaheim Ducks. Ela tem três irmãos, um dos quais foi adotado por seus pais quando ela estava no ensino médio.

## Campeonatos e conquistas
- Alternative Wrestling Show

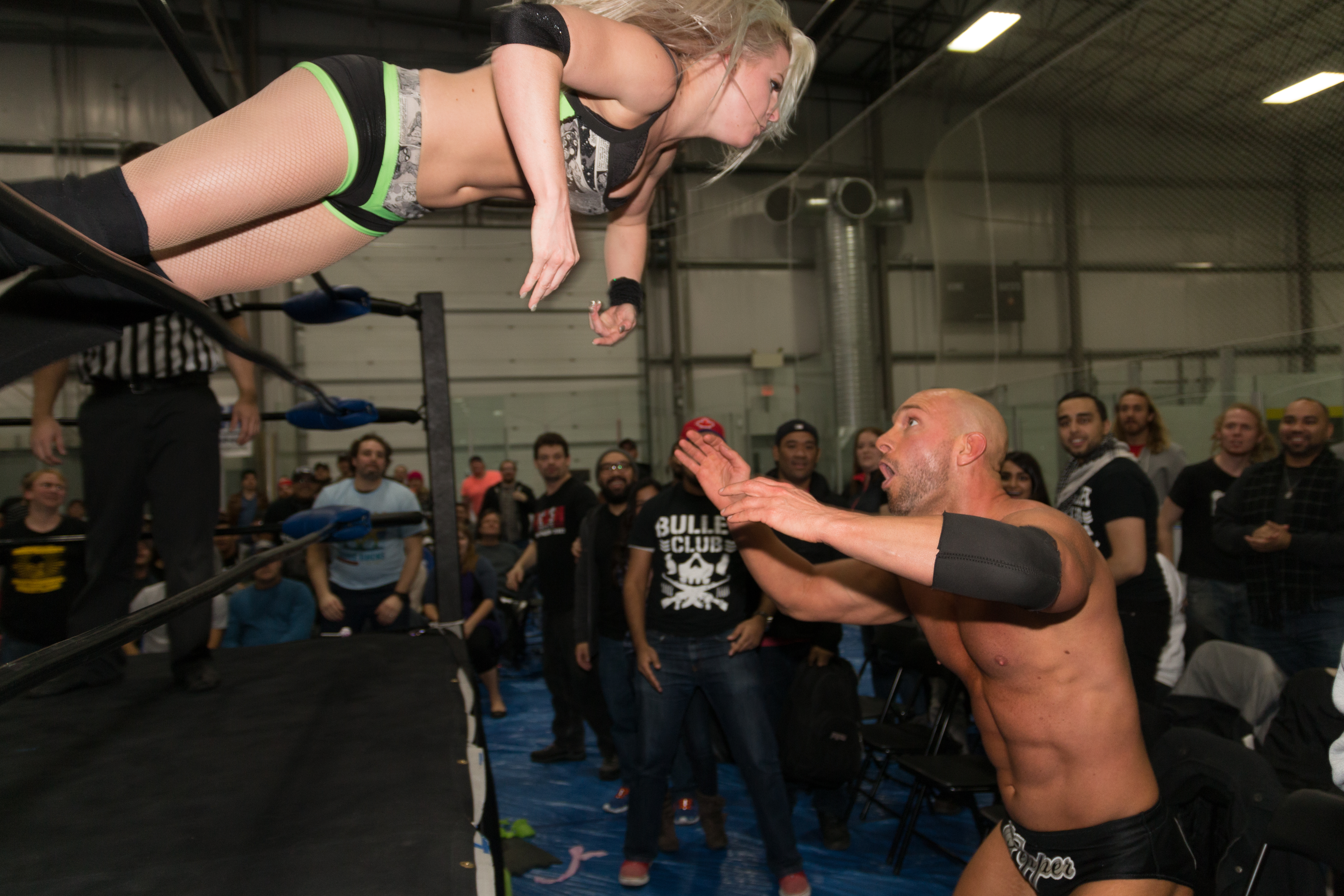
LeRae realizando um mergulho suicida em Pepper Parks.

  - Campeonato Mundial Feminino da AWS (2 vezes)
  - Torneio do Título Feminino da AWS
  - 2º Torneio Feminino (2013)
  - 3º Torneio Feminino (2013)
- DDT Pro-Wrestling
  - Campeonato dos Pesos Pesados Ironman (1 vez)
- Dreamwave Wrestling
  - Campeonato de Duplas da Dreamwave (1 vez)
- Family Wrestling Entertainment
  - Campeonato Feminino da FWE (1 vez)
- Fighting Spirit Pro Wrestling
  - Campeonato de Duplas da FSP (1 vez)
- Pro Wrestling Guerrilla
  - Campeonato Mundial de Duplas da PWG (1 vez) – com Joey Ryan[109]
- Pro Wrestling Illustrated
  - Classificado em 18º lugar entre as 50 melhores lutadoras no PWI Female 50 em 2016[110]
- Smash Wrestling
  - Gold Tournament (2015)
- WWE
  - Campeonato de Duplas Femininas do NXT (1 time) – com Indi Hartwell[111]